# Triada Czystych

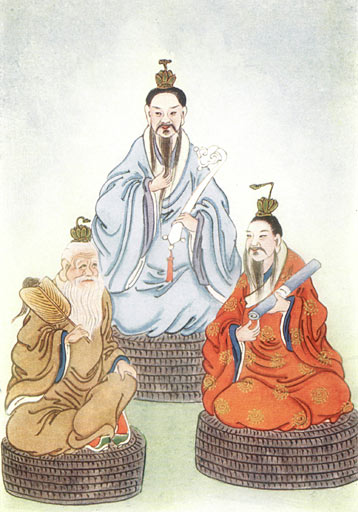
Triada Czystych

Triada Czystych (chiń. 三清; pinyin Sānqīng) – w taoizmie religijnym triada najwyższych bogów. Zamieszkują trzy pałace niebiańskie.
W skład triady wchodzą:
- Yuanshi Tianzun (元始天尊), zwany też Yuqing (玉清). Utożsamiany jest zazwyczaj z Nefrytowym Cesarzem.
- Lingbao Tianzun (靈寶天尊), zwany też Shangqing (上清).
- Taishang Laojun (太上老君), zwany też Taiqing (太清). Jest to ubóstwiony Laozi, twórca taoizmu.